# Economia do Djibuti
Devido aos escassos recursos econômicos de seu território, a economia do Djibuti é baseada em serviços ligados à sua posição estratégica como zona de livre comércio do leste da África, próximo da Arábia Saudita, do Iêmen, do mar Vermelho, do Egito e de outros países africanos. A maioria destes serviços é ligada à reexportação de bens de consumo ou à localização do porto da capital, Djibuti, como ponto de reabastecimento de navios.
Dois terços da população do país vivem na capital, e a maior parte dos demais é nômade. A produção agrícola é escassa devido às chuvas irregulares.

## Estatísticas
- PIB ( Produto Interno Bruto) - US$ 500 milhões em 1997.
- PIB agropecuária em relação a produtividade nacional - 4% em 1998.
- PIB industrial em relação ao PIB final 21% - 1998.
- PIB de serviços - 75% - Relação esta que demonstra uma grande parte da população ainda está trabalhando informalmente em 1997.
- Crescimento do PIB em 1998 foi de 1% ao ano.
- Força de trabalho - Havia cerca de 280.000 trabalhadores com possibilidade de exercerem uma profissão em 1991.
- Agricultura - Principais produtos produzidos no país legumes e verduras.
- Pecuária desenvolve-se entre bovinos, ovinos, caprinos, camelos.
- Pesca - Produção nacional 340 t em 1997.
- Exportações - US$ 23 milhões - 1997.
- Importações - US$ 310 milhões - 1997.
- Principais parceiros comerciais - França, Etiópia, Arábia Saudita, Somália, Iêmen, Reino Unido.